# Jamahirya Television
Libyan Jamahiriya Broadcasting Corporation (LJBC), nota anche come Office Général de la Radio et de la Télévision Libyenne (ORTL) (in arabo الهيئة العامة لإذاعات الجماهيرية العظمى‎?), è stata l'ente radiotelevisivo pubblico della Libia Araba Popolare Socialista durante il Governo di Mu'ammar Gheddafi.
Operava sotto il controllo diretto del Ministero dell'informazione della Grande Jamahiriya; gestiva cinque canali televisivi e due stazioni radiofoniche.
Era membro dell'Unione europea di radiodiffusione (UER) dal 1974.

## Storia
Libyan Jamahiriya Broadcasting Corporation nacque nel 1966.
Il suo nome faceva riferimento al neologismo «Jamahiriya», un'espressione forgiata dal colonnello Mu'ammar Gheddafi, che traduce l'idea di «Stato governato dalle masse», ovvero, ufficialmente, di democrazia diretta.
L'azienda riservava molto spazio alle attività politiche ufficiali del governo, dando copertura in diretta alle sedute del Congresso Generale del Popolo, ai discorsi della "Guida della Rivoluzione" (posizione occupata ufficialmente dal colonnello Gheddafi) e alle letture del Libro verde, testo scritto dal leader libico e pubblicato nel 1975.
Con i suoi cinque canali televisivi e le sue due stazioni radio proponeva, inoltre, musica, programmi di cultura, di intrattenimento e per i giovani.
Fino alla fine degli anni duemila i palinsesti cominciavano il mattino e terminavano la sera, venendo aperti e chiusi dalla lettura di versetti del Corano e dall'intonazione dell'inno nazionale. Furono in seguito estesi a 24 ore su 24.
La TV nazionale libica era trasmessa via terrestre in Libia, e dal 1997 via satellite nel mondo arabo, in Europa e nelle Americhe.
Il canale internazionale Jamahiriya Satellite Channel, in particolar modo, proponeva parte della programmazione delle reti principali in inglese e francese, oltre che in arabo.
L'ente operava quasi in regime di monopolio; ebbe un unico concorrente privato, il canale Al Libia, fondato nel 2007 su iniziativa di Saif al-Islam Gheddafi, figlio del presidente. Costituita in società indipendente, Al Libia fu bandita già nel 2009, dovendo trasferire i suoi studi nel Regno Unito.
Durante la guerra civile del 2011 il servizio fu utilizzato dal governo come strumento di propaganda. 
La radiotelevisione di Stato fu presa d'assalto dai ribelli del Consiglio nazionale di transizione il 22 agosto 2011, al momento della loro offensiva su Tripoli, il giorno successivo alla loro entrata nella città. I suoi canali cessarono di trasmettere verso le 16,00, quando furono spenti dai guerriglieri, che si erano impossessati degli studi.
Il canale principale Al-Jamahiriya TV fu rilanciato il 30 dicembre 2011 dalla diaspora libica a favore di Gheddafi da uno studio al Cairo, Egitto, attraverso il satellite Nilesat, proprietà delle autorità egiziane. Abdullah Naker, capo del consiglio dei ribelli di Tripoli, rivolse immediatamente delle minacce al governo egiziano. I responsabili di Nilesat negarono, da parte loro, di avere autorizzato la diffusione del canale e Al-Jamahiriya TV cessò nuovamente di trasmettere.
Nel 2012, con il passaggio al nuovo regime, LJBC fu sostituita dal nuovo ente radiotelevisivo Libyan Radio and Television Corporation (LRTC).

## Organizzazione
Il posto di direttore generale della società fu a lungo occupato da Abdallah Mansour. Dal mese di gennaio 2009 la carica fu ricoperta da Ali Kilani Mohammed, vecchio dirigente di una società di produzione, considerato il «poeta della rivoluzione».
Il sito dell'azienda e le attività online erano gestiti da cinquanta addetti, in gran parte giornalisti, organizzati in quattro dipartimenti: notizie, programmazione, design, e manutenzione e operazioni, con sede a  Tripoli.

## Servizi

### Televisione
| Nome                                      | Sede    | Тipo | Lancio                    | Lingua                    |
| ----------------------------------------- | ------- | --- | ------------------------- | ------------------------- |
| Al-Jamahiriya TV                          | Tripoli | generalista (trasmetteva principalmente culturali, di politica e notiziari)                                                     | 1966                      | arabo, inglese e francese |
| Al-Madina TV                              | Tripoli | intrattenimento |                           | arabo                     |
| Al-Jamahiriya Satellite Channel           | Tripoli | generalista (riproponeva in gran parte programmi di Al-Jamahiriya TV via satellite in Europa, in Nordafrica e in Medio Oriente) |                           | arabo, inglese e francese |
| Al Mounawaa                               | Tripoli | programmi religiosi |                           | arabo                     |
| Al Hidaya Al Libiya                       | Tripoli | |                           | arabo                     |
| Al Shababiyah                             | Tripoli | programmi per i giovani (proponeva divertimento, musica e programmi didattici)                                                  |                           | arabo                     |
| Al Libiya (in precedenza Al Jamahiriya 2) | Tripoli | intrattenimento |                           | arabo                     |
| Al Badeel                                 | Tripoli | politica | chiuso il 31 gennaio 2015 | arabo                     |
| Al Jamahiriya TV English                  | Tripoli | sport |                           | inglese                   |
| Libya Al Riadhiya                         | Tripoli | generalista |                           | arabo                     |

### Radio
| Nome                                                  | Sede    | Тipo           | Lancio | Lingua                            |
| ----------------------------------------------------- | ------- | -------------- | ------ | --------------------------------- |
| Radio Jamahiriya 103.4 MHz                            | Tripoli | generalista    | 1966   | arabo                             |
| Voice of the Libyan People (La Voix de la Jamahiriya) | Tripoli | internazionale |        | arabo, inglese, francese e cinese |

## Nuova LJBC
Libyan Jamahiriya Broadcasting Corporation, nota anche come LJBC, è tornata a trasmettere nel 2014, ma in maniera sporadica. Nel 2019, dopo che l'imprenditore russo Evgenij Prigožin ha acquistato nuove attrezzature tecniche per lo studio televisivo e pagato i debiti con i satelliti e con il personale, l'azienda è tornata a trasmettere in maniera regolare, anche se attraverso il solo canale Al-Jamahiriya TV.

### Servizi

#### Televisione
| Nome            | Sede    | Тipo        | Lancio | Lingua |
| --------------- | ------- | ----------- | ------ | ------ |
| Aljamahiriya TV | Tripoli | generalista | 2014   | arabo  |

### Ricezione

#### Satellite[13]
| Satellite          | Nilesat 201     |
| Posizione orbitale | 7.0° W          |
| Canali             | Aljamahiriya TV |
| Frequenza          | 11938 V         |
| SR                 | 27500           |
| FEC                | 5/6             |
| Modulazione        |                 |

#### Streaming
Aljamahiriya TV in streaming